# سنترل فالز (رود آیلند)
سنترل فالز (به انگلیسی: Central Falls) شهری در ایالت رود آیلند کشور ایالات متحده آمریکا است که جمعیت آن در سرشماری سال ۲۰۱۰ میلادی، ۱۹٬۳۷۶ نفر بوده‌است.